# Garni
Garni (orm. Գառնի) – wieś w Armenii, położona w prowincji Kotajk, w dolinie rzeki Azat, ok. 29 km na wschód od Erywania.
We wsi zachowało się wiele zabytkowych budowli z IX–XI w., jednak główną atrakcją turystyczną miejscowości jest twierdza Garni. Obejmuje ona cały kompleks zabudowań, z których najbardziej znanym jest zbudowana z bazaltu świątynia poświęcona bogu słońca Mitrze [I w. n.e.). Już w III w. p.n.e. istniała na tym miejscu twierdza cyklopowa, która służyła jako siedziba królewska i miejsce przebywania wojsk.

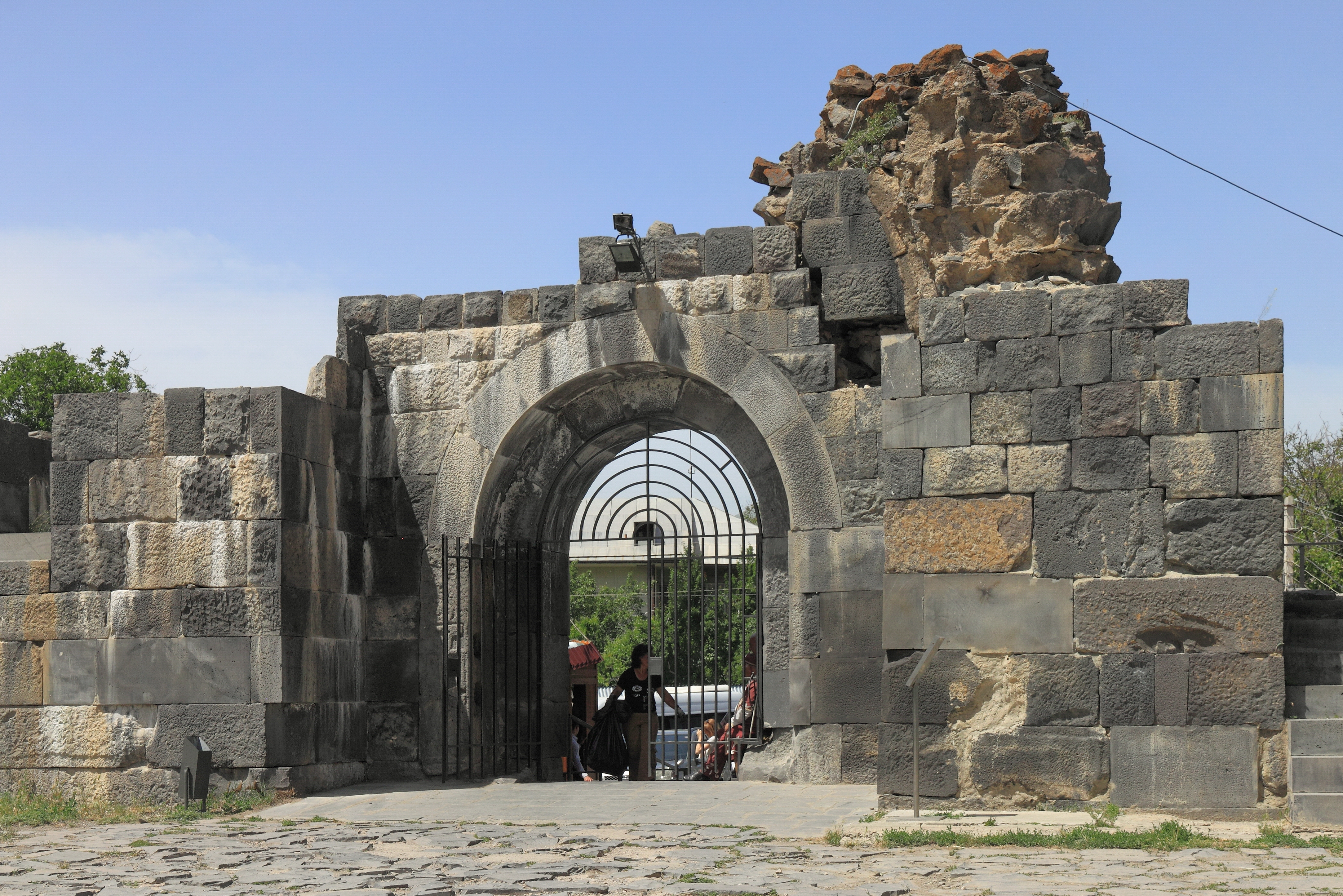
Brama
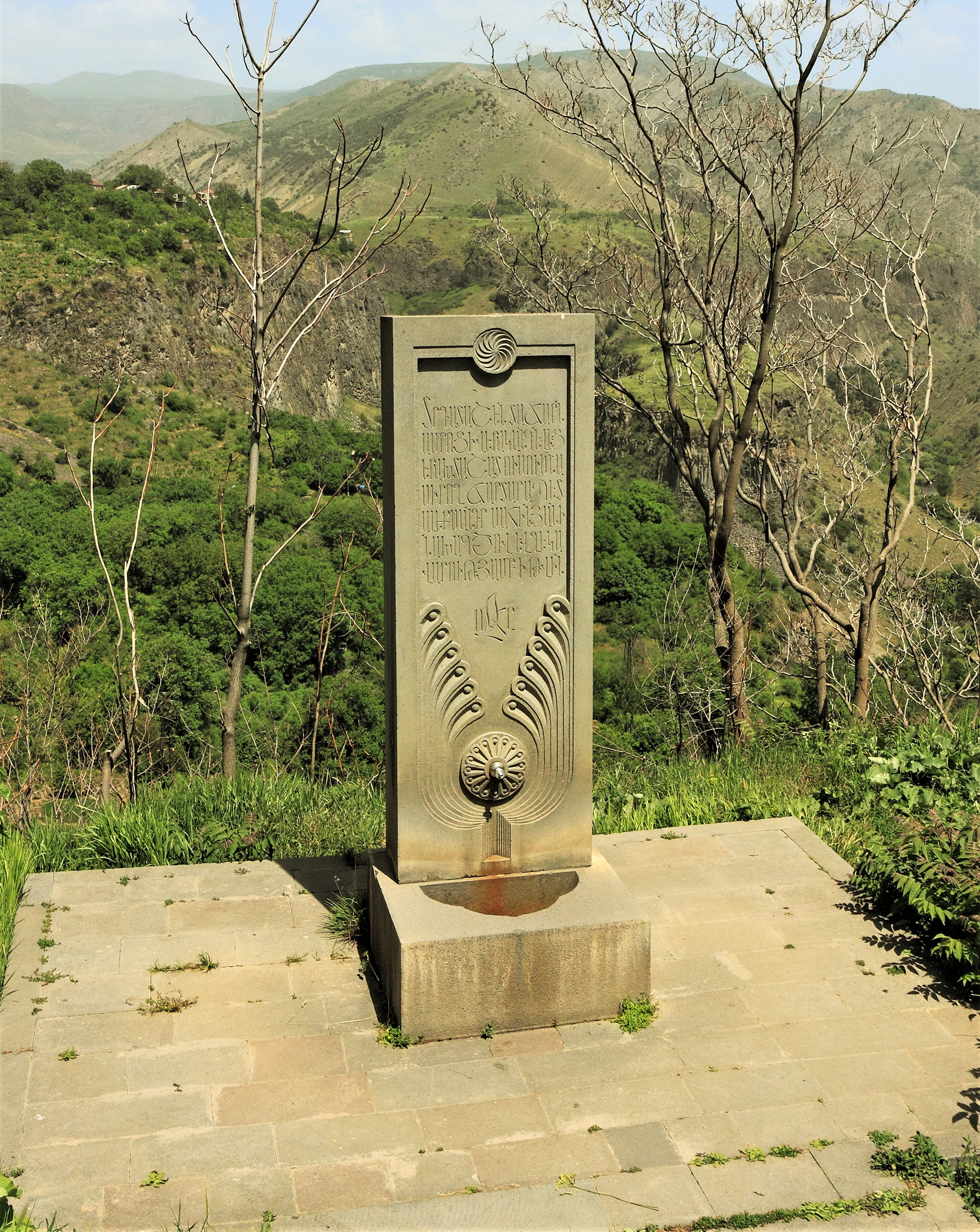
Pomnik odbudowy świątyni
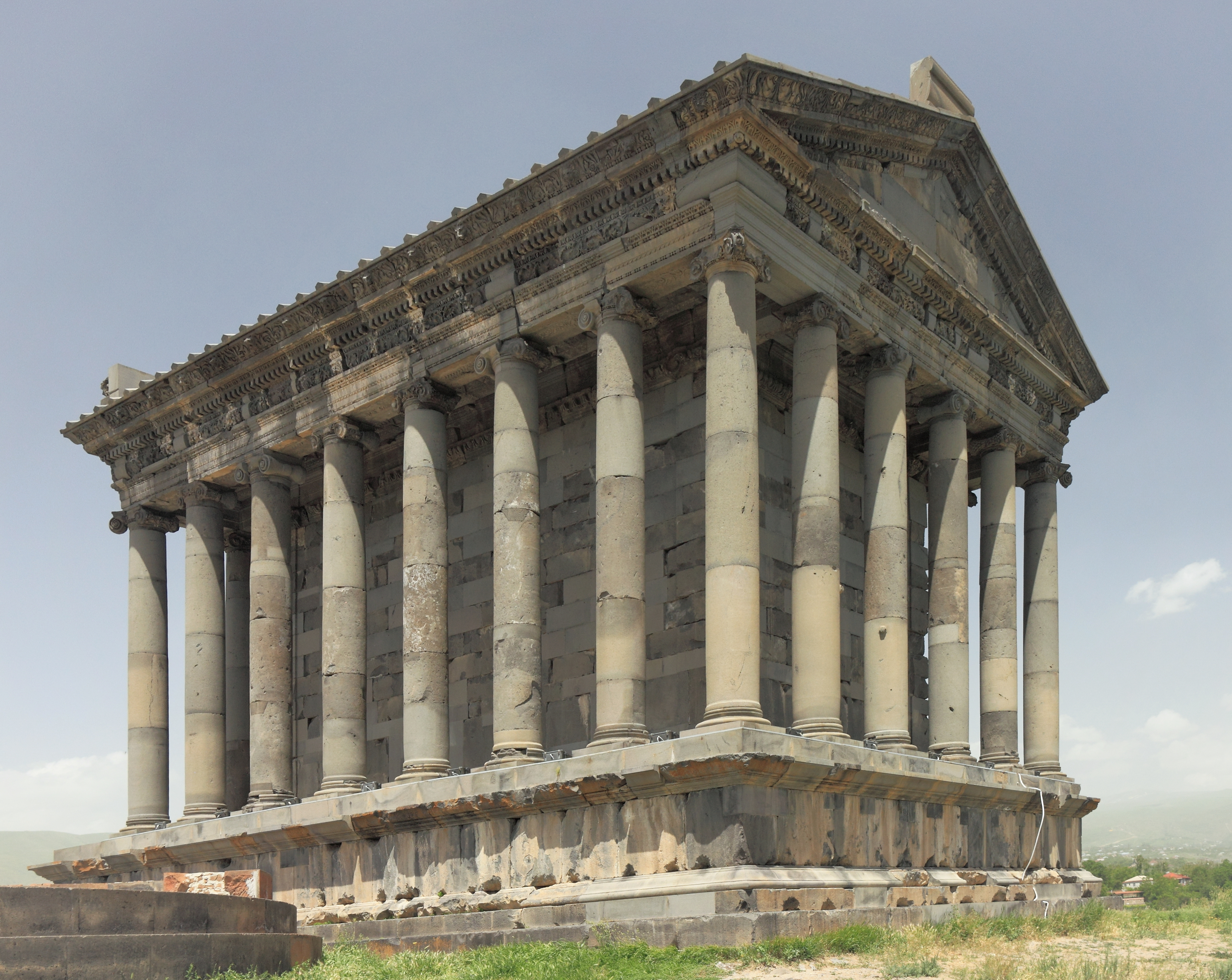
Świątynia
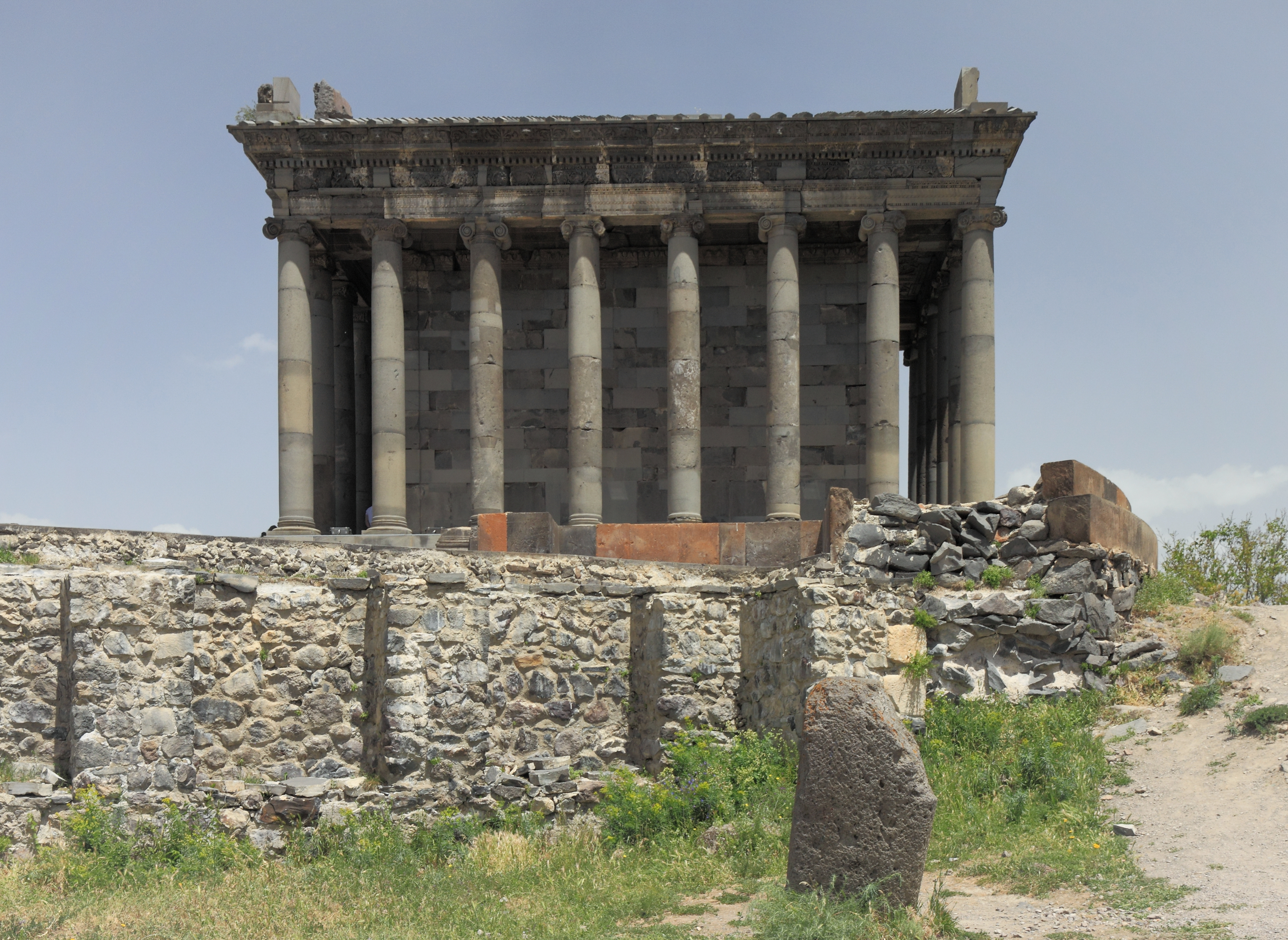
Świątynia
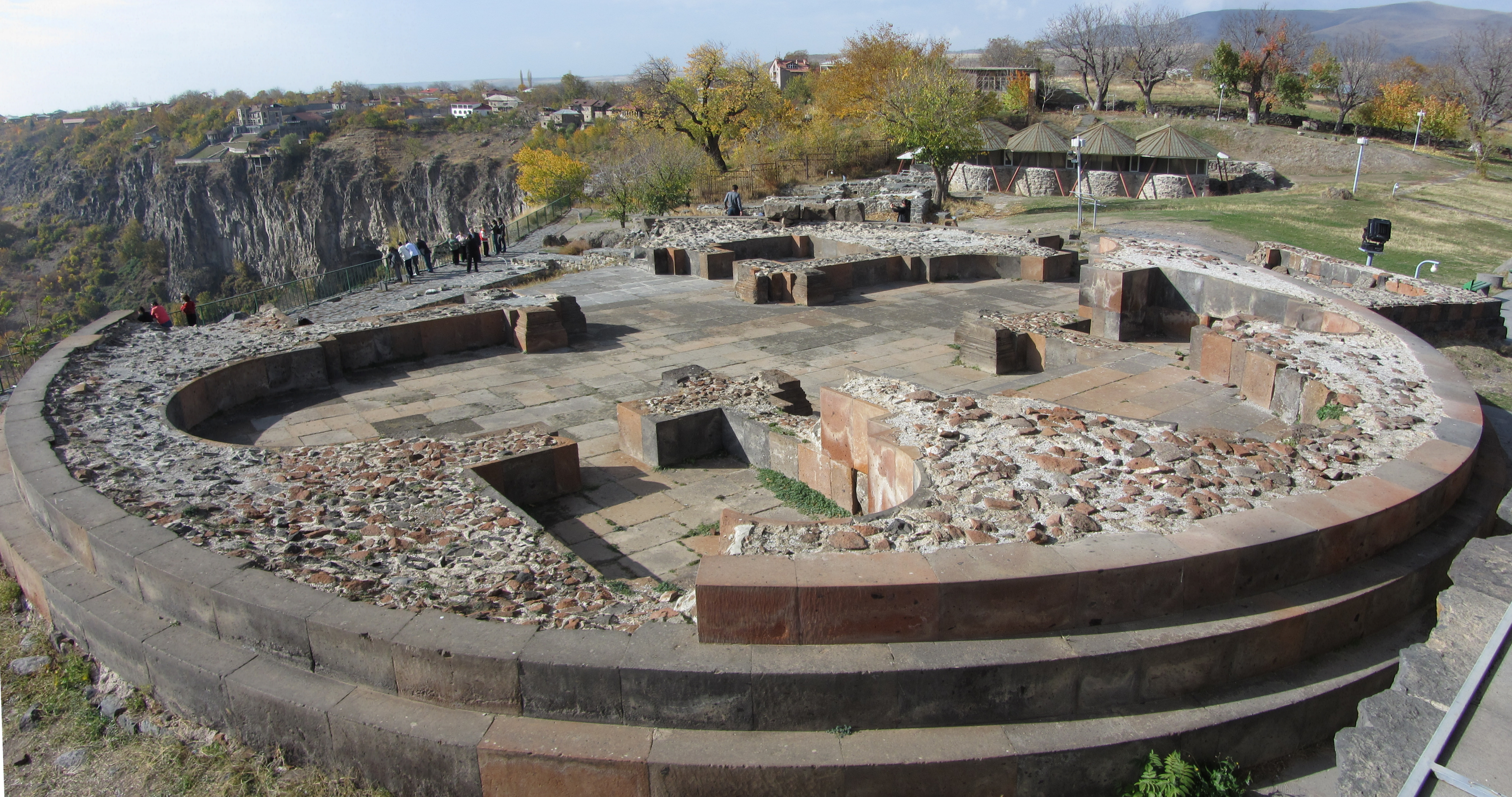
Ruiny kościoła Surb Sion
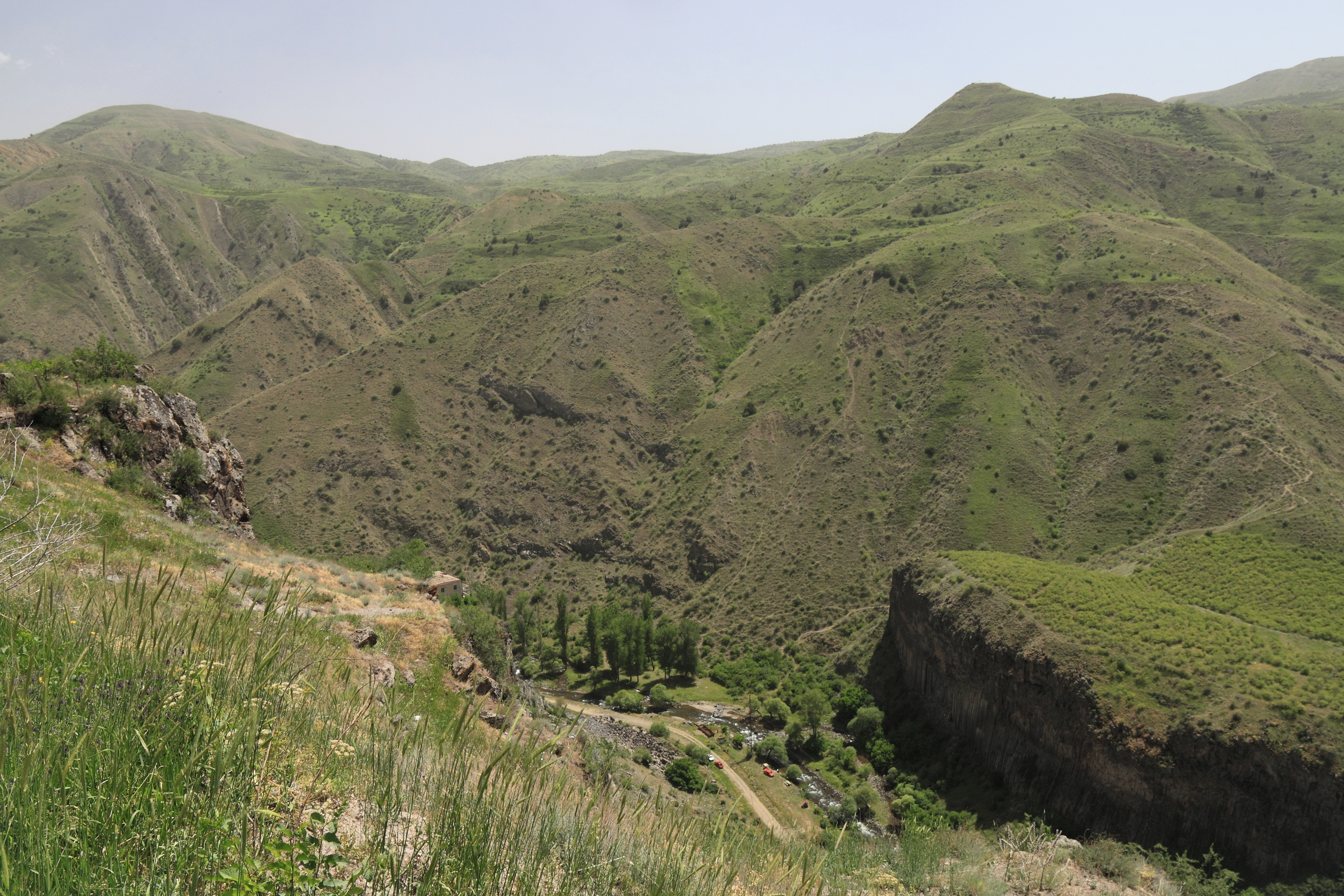
Wąwóz Garni
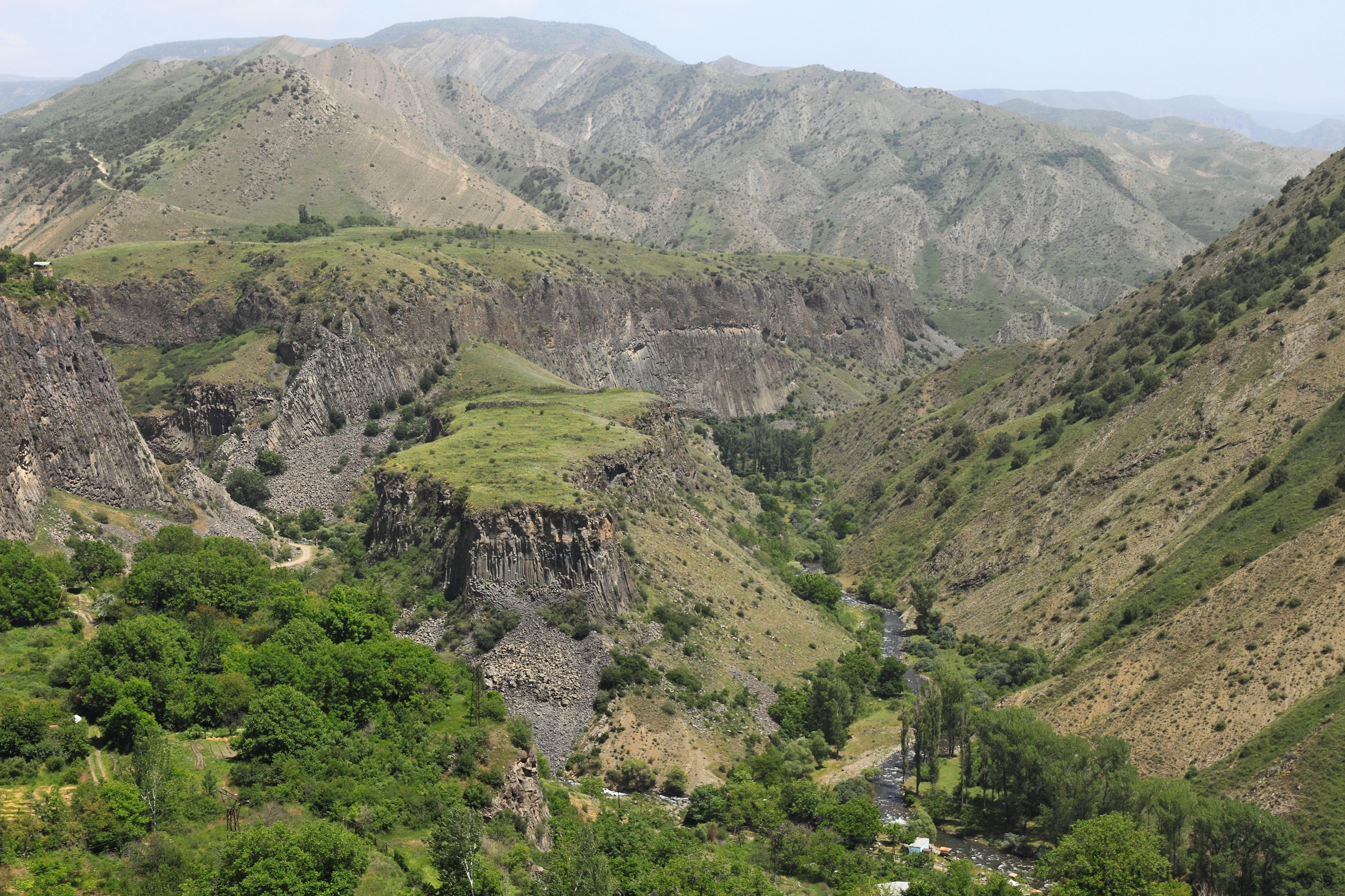
Wąwóz Garni
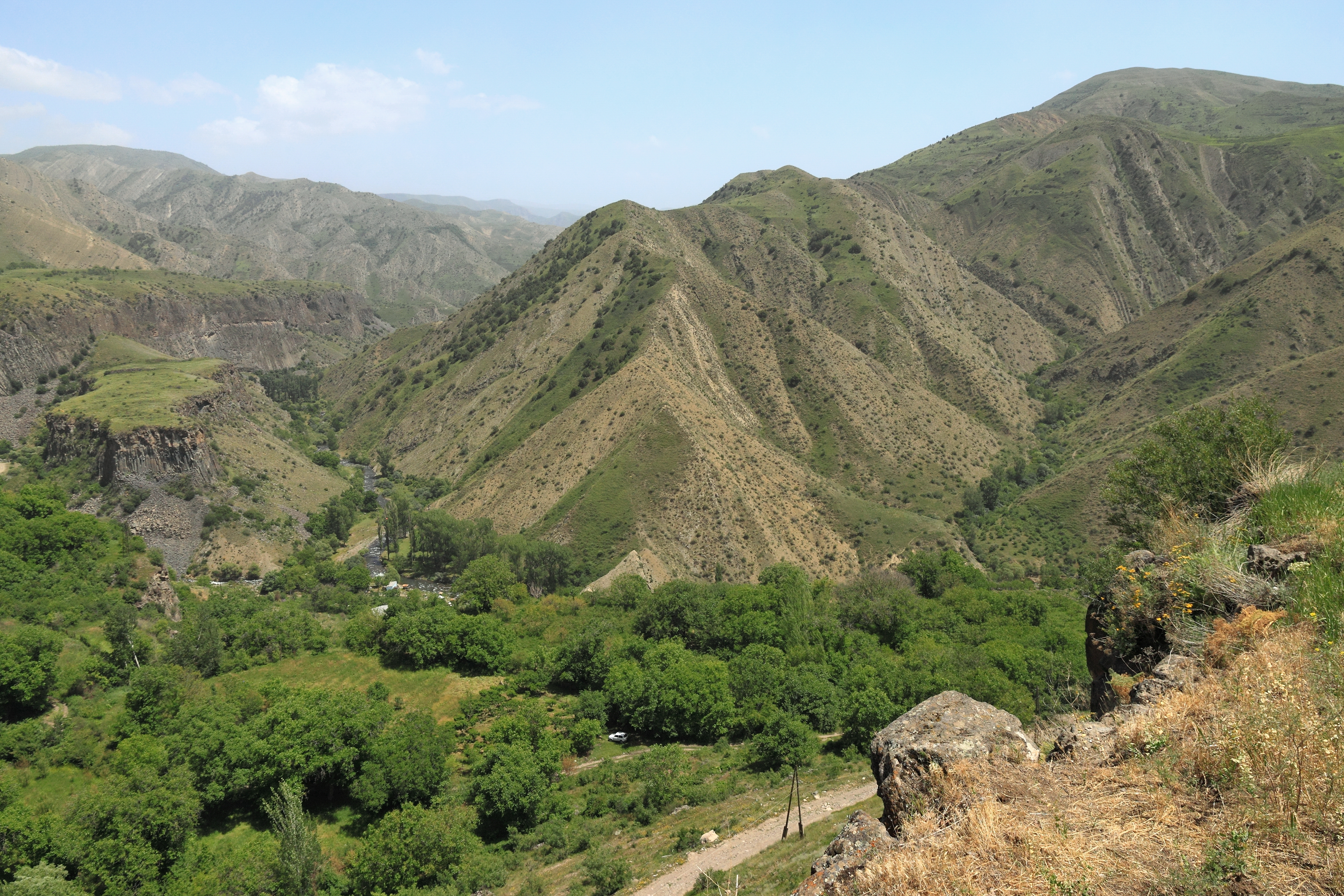
Wąwóz Garni